# Big Boy (singolo Sergio Sylvestre)
Big Boy è un singolo del cantante statunitense Sergio Sylvestre, il primo estratto dall'EP omonimo e pubblicato il 13 maggio 2016.
Il testo della canzone è stato scritto da Ermal Meta.

## Video musicale
Il videoclip del brano vede protagonista in alcune scene un bambino vittima di bullismo, mentre le scene che mostrano Sergio Sylvestre cantare sono state girate in Salento e in particolare a Torre Uluzzo.

## Tracce
1. Big Boy – 3:29

## Classifiche
| Classifica (2016) | Posizione massima |
| ----------------- | ----------------- |
| Italia            | 19                |